# Johnathon Schaech
Johnathon Schaech est un acteur, scénariste, producteur et réalisateur américain, né le 10 septembre 1969 à Edgewood (Maryland).

## Biographie
Johnathon est surtout connu pour ses rôles dans That Thing You Do! réalisé par Tom Hanks, Les Vampires du désert et dans deux films de Gregg Araki, The Doom Generation et Splendor.
Il tourne dans de nombreux téléfilms et séries.
À partir de 2005 il retrouve une actualité grandissante, il tourne dans 8 mm 2 : Perversions fatales et Road House 2, deux suites à succès du box-office.  Il enchaîne en 2008 avec Le Bal de l'horreur qui est un hit au box-office américain. La même année il joue dans En quarantaine qui est le remake direct du film d'horreur espagnol Rec.
En 2010 il tourne dans Takers aux côtés de Paul Walker, Hayden Christensen et Matt Dillon qui récolte 20,5 millions de dollars lors de son week-end d'ouverture et en placant directement n° 1 du box-office. Il joue aussi sous la houlette de Renny Harlin dans 5 Days of August.

### Vie privée
Johnathon Schaech a été marié à Christina Applegate de 2001 à 2007.
En 2008, il apparaît dans le clip Yes We Can.
Il s'est fiancé à l'actrice Jana Kramer en décembre 2009. Le couple se marie dans le Michigan le 4 juillet 2010, mais annonce son divorce peu après,.

## Filmographie

### Comme acteur
- 1993 : The Webbers (TV) : Giampaolo
- 1993 : Mémoire d'un sourire (Storia di una capinera) : Nino
- 1994 : Models Inc. (TV)
- 1995 : How to Make an American Quilt : Leon
- 1995 : The Doom Generation : Xavier Red
- 1996 : Fleur de poison 2 : Lily (Poison Ivy II) : Gredin
- 1996 : That Thing You Do! : Jimmy Mattingly
- 1996 : Piège intime (Invasion of Privacy) : Josh Taylor
- 1997 : Bienvenue à Woop Woop (Welcome to Woop Woop) : Teddy
- 1998 : Du venin dans les veines : Jackson Baring
- 1998 : Road to Graceland : Byron Gruman
- 1998 : Houdini (TV) : Harry Houdini
- 1998 : Woundings : Douglas Briggs
- 1999 : Celle qui en savait trop (Caracara) (TV) : David J. McMillan
- 1999 : Splendeur : Abel
- 1999 : Time of Your Life (série TV) : John Maguire
- 2000 : If You Only Knew : Parker Concorde
- 2000 : The Giving Tree : James
- 2000 : After Sex : Matt
- 2000 : Comment tuer le chien de son voisin (How to Kill Your Neighbor's Dog) : Adam
- 2001 : Sol Goode : Happy
- 2001 : Les Vampires du Désert : Kit
- 2002 : Allumeuses ! (The Sweetest Thing) : type au manteau de cuir
- 2002 : Crime de sang (Blood Crime) (TV) : Daniel Pruitt
- 2002 : Vengeance trompeuse (They Shoot Divas, Don't They ?) (TV) : Trevor
- 2002 : Heroes : Francis
- 2002 : Embrassez la mariée ! (Kiss the Bride) : Geoffrey « Geoff » Brancato
- 2003 : Arrested Development : Goldstone
- 2004 : Mummy an' the Armadillo : Jesse
- 2004 : Judas (TV) : Judas Iscariote
- 2005 : The Commuters (TV) : Ray
- 2005 : Le Journal de Suzanne (Suzanne's Diary for Nicholas) (TV) : Matt Harrison
- 2005 : Sea of Dreams : Marcelo
- 2005 : 8 mm 2 : Perversions fatales (vidéo) : David Huxley
- 2006 : Road House 2 (video) : Shane Tanner
- 2006 : Little Chenier : Beauxregard « Beaux » Dupuis
- 2007 : Captive du souvenir (Angels Fall) (TV) : Brody
- 2008 : Organizm (video) : Frank Sears
- 2008 : Le Bal de l'horreur (Prom Night) : Richard Fenton
- 2008 : En Quarantaine : George Fletcher
- 2008 : Sexe et mensonges à Las Vegas (Sex and Lies in Sin City) (TV) : Rick Tabish
- 2009 : Laid to Rest de Robert Green Hall (en) : Johnny
- 2010 : Takers : Scott
- 2011 : The Book of Matthew : Leonard Zellars (rumeur)
- 2011 : État de guerre : Capt. Rezo Avaliani
- 2011 : ChromeSkull : Laid to Rest 2 : Agents Sells
- 2013 : Phantom de Todd Robinson : Pavlov
- 2012 : Vol 7500 : aller sans retour (Flight 7500) de Takashi Shimizu : le commandant Haining
- 2014 : La Légende d'Hercule (The Legend of Hercules) de Renny Harlin : Tarak
- 2014 : Star-Crossed : Castor
- 2014 : The Prince de Brian A. Miller : Frank
- 2015 : Vice de Brian A. Miller : Chris
- 2015 : Quantico : Michael Parrish, père d'Alex (épisodes 1 et 4)
- 2016 : Marauders de Steven C. Miller : Détectives Mims
- 2016 : Flash : Jonah Hex
- 2016 : Legends of Tomorrow : Jonah Hex
- 2017 : Arsenal de Steven C. Miller : Mickey
- 2017 : Acts of Violence de Isaac Florentine : Lustiger
- 2017 : Jackals de Kevin Greutert : Andrew Powell
- 2018 : Day of the Dead : Bloodline : Max
- 2018 : Représailles (Reprisal) : Gabriel
- 2019 : Batwoman : Jonah Hex (saison 1, épisode 9 - crossover Crisis on Infinite Earths)
- 2020 : The Night Clerk de Michael Cristofer : Nick Perretti

### Comme scénariste
- 2001 : Comforters, Miserable
- 2002 : Heroes
- 2006 : Road House 2
- 2008 : The Poker Club

### Comme producteur
- 2002 : Heroes
- 2005 : Tilt-A-Whirl

### Comme réalisateur
- 2001 : Comforters, Miserable
- 2002 : Heroes

## Voix françaises
En France
- Damien Boisseau dans :
  - Sarah (série télévisée)
  - 8 mm 2 : Perversions fatales
  - Captive du souvenir
  - Blue Bloods (série télévisée)
  - Ray Donovan (série télévisée)
  - Phantom
  - Sleepy Hollow (série télévisée)
  - La Légende d'Hercule
  - Marauders
  - Acts of Vengeance

et aussi
- Thierry Ragueneau dans Brisco County (série télévisée)
- Joël Zaffarano dans That Thing You Do!
- Patrick Béthune dans Road House 2
- Laurent Maurel dans The Night Clerk